# Kinixys spekii
Espèce
Synonymes
- Homopus darlingi Boulenger, 190
- Testudo procterae Loveridge, 1923
- Kinixys australis Hewitt, 1931
- Kinixys jordani Hewitt, 1931
- Kinixys youngi Hewitt, 1931
- Kinixys australis mababiensis FitzSimons, 1932

Statut CITES
Kinixys spekii est une espèce de tortues de la famille des Testudinidae.

## Répartition
Cette espèce se rencontre en Namibie, en Afrique du Sud, au Swaziland, au Zimbabwe, au Mozambique, au Malawi, en Zambie, au Congo-Kinshasa, en Angola, en Tanzanie, au Kenya, au Rwanda et au Burundi.

## Description

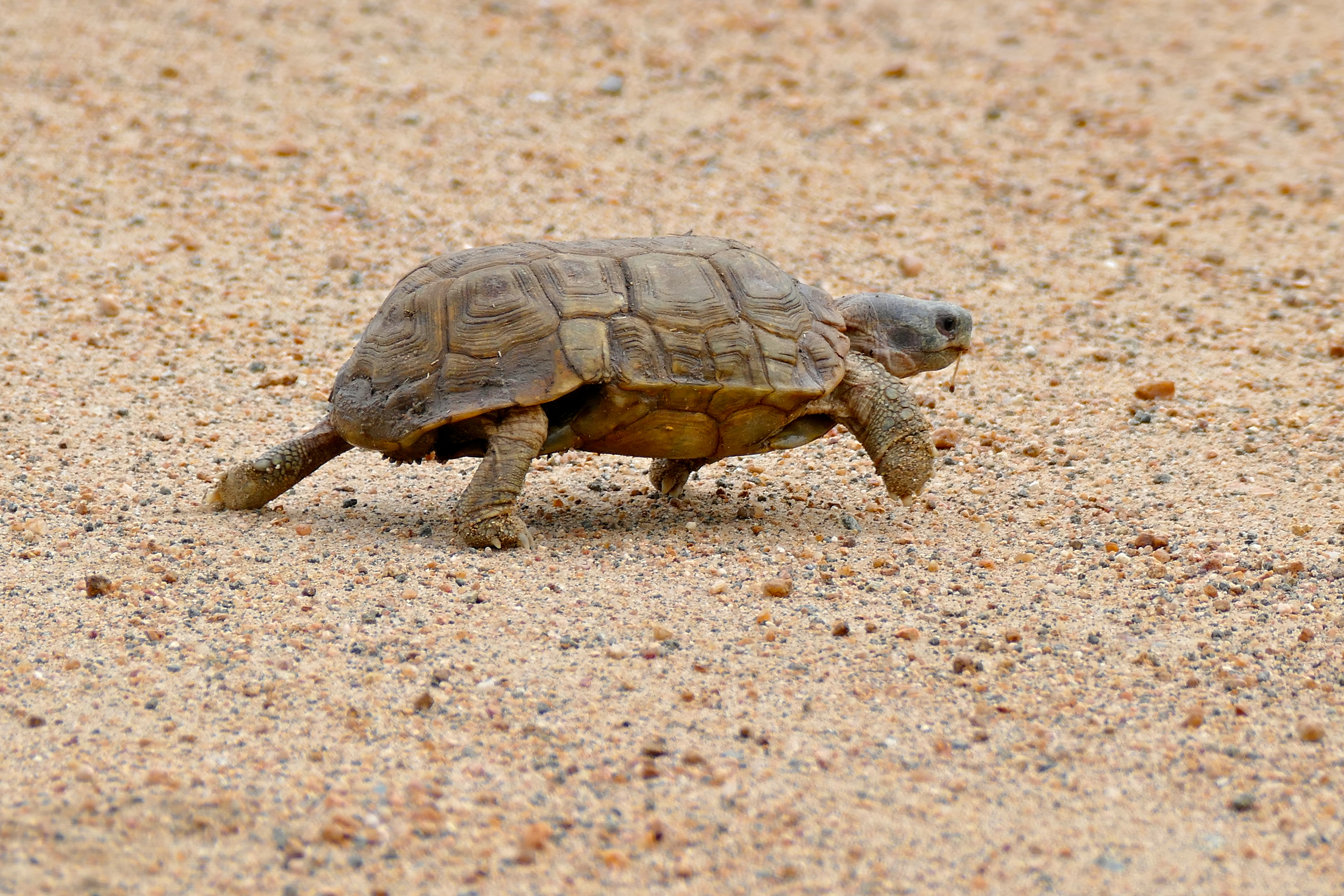
Kinixys spekii (Parc national Kruger, Afrique du Sud)

## Publication originale
- Gray, 1863 : Notice of a new species of Kinixys and other tortoises from central Africa. Annals and Magazine of Natural History, ser. 3, vol. 12, p. 381–382 (texte intégral).